# The Precious Parcel (film 1916 MacKenzie)
The Precious Parcel (o The Precious Packet) è un film muto del 1916 diretto da Donald MacKenzie.

## Produzione
Il film fu prodotto dalla Pathé Exchange.

## Distribuzione
Distribuito dalla Pathé Exchange, il film uscì nelle sale cinematografiche USA l'11 febbraio 1916.